# Java Jive
Java Jive es de banda musical de Indonesia, fundada en Bandung, Java Occidental, liderada por Dragonfly, Noey, Tony, Edwin, Fatur, y Danny. La banda se formó en 1993.
Inicialmente, la banda se formó en Londres en 1989, por un grupo de jóvenes que anteriormente se llamaba SMAN 2 Bandung. Integrada además por Edwin Saleh (batería) y Noey (bajo), quienes acordaron formar una banda musical bajo el nombre de Java Jive, inspirados en un tema musical de una banda llamada Manhattan Transfer. Después por algún tiempo tratando de crear, Java Jive fue completada en su formación con la incorporación de Micko (guitarra), Tony (teclados), Fatur (percusión/voz), Danny (voz) y Neta (voz). Lamentablemente, en 1991, Neta, la única voz femenina, decidió retirarse de la banda, seguido por Micko. Micko fue reemplazado por Capung
Java Jive consiguió su primer contrato con un estudio de grabación en 1993. La canción titulada "Kau Yang Terindah", fue su primer éxito de lanzamiento de su primer álbum debut.

## Discografía
Álbum de estudio
- Java Jive 1 (1994)
- Java Jive 2 (1995)
- Java Jive 3 (1997)
- Java Jive 4 (1999)
- The Best of Java Jive (2003)
- 1993-2006 (2006)
- Stay Gold (2008)
- Java Jive 20 Teman Sehati (2013)

Singles
- Sencillo Teman Sehati (febrero de 2012)
- Sencillo "Hidup Ini Indah" (agosto de 2012)
- Sencillo "Jujur" (April 2013)